# Planet Telex / High and Dry
Planet Telex і High and Dry — пісні англійського рок-гурту Radiohead. Вони були випущені як подвійний сингл з другого студійного альбому The Bends (1995).
«High and Dry» була записана як демо під час сесій першого альбому Radiohead, Pablo Honey (1993), і ремастирована для включення в The Bends. «Planet Telex» з'явилася в результаті студійних експериментів із барабанними петлями. На «High and Dry» було знято два відеокліпи.

## Запис
Radiohead написали і записали «Planet Telex» за одну сесію на RAK Studios під час роботи над 'The Bends. Вона виникла в результаті експериментів з барабанною петлею, взятою з іншої пісні, бі-сайду «Killer Cars», до якої Radiohead додали фортепіано, оброблене за допомогою численних ефектів дилею. Гурт нещодавно повернувся з ресторану, і Йорк записував вокал напідпитку, забившись у куток. За словами продюсера Джона Лекі: «Ми записали все це за пару годин, що було дуже освіжаючим і веселим заняттям». Початкова назва альбому була «Planet Xerox», але Radiohead відмовили у дозволі на використання торгової марки Xerox.
Автор пісень Radiohead, Том Йорк, виконував ранню версію «High and Dry» з групою Headless Chickens, коли був студентом Університету Ексетера наприкінці 1980-х. За його словами, текст пісні був про «якусь божевільну дівчину, з якою я зустрічався», але «змішався з ідеями про успіх і невдачу». У 1993 році Radiohead записали демо-версію зі своїм концертним інженером Джимом Уорреном, але відкинули її як «занадто схожу на Рода Стюарта». Демо-версія була знову відшукана і ремастерингована для включення в їх другий альбом The Bends (1995). У 2006 році Йорк заявив, що лейбл Radiohead, EMI, тиснув на нього, щоб він випустив цю пісню, і що це була «дуже погана» пісня.

## Вплив
Pitchfork вважає, що такі пісні з The Bends, як «High and Dry» і «Fake Plastic Trees», передбачили «аерографічний» пост-бритпоп Coldplay і Travis. Айріш Таймс писали, що «High and Dry» «по суті, винайшов Coldplay».

## Музичні відео
На «High and Dry» було створено два відеокліпи: один для британського ринку, в якому Radiohead знімалися в каліфорнійській пустелі, а другий — для США, в якому дія відбувалася в закусочній. Лише американська версія увійшла до відео-компіляції гурту 1998 року 7 Television Commercials. Обидві версії увійшли до збірки Radiohead: The Best Of DVD, випущеної у 2008 році лейблом Parlophone.

## Трек-лист
| #     | Назва                            | Тривалість |
| ----- | -------------------------------- | ---------- |
| 1.    | «High and Dry»                   | 4:17       |
| 2.    | «Planet Telex»                   | 4:19       |
| 3.    | «Maquiladora»                    | 3:28       |
| 4.    | «Planet Telex (Hexidecimal mix)» | 6:45       |
| 5.    | «Killer Cars»                    | 3:03       |
| 6.    | «Planet Telex (L.F.O. DJ mix)»   | 4:40       |
| 26:32 |                                  |            |

## Персоналії
Radiohead
- Колін Ґрінвуд
- Джонні Ґрінвуд
- Ед О'Браєн
- Філ Селвей
- Том Йорк

Продакшн
- Джон Лекі — продюсування (окрім «High and Dry»), зведення («Maquiladora»)
- Найджел Ґодріч — звукоінженер (окрім «High and Dry»)
- Стів Осборн — реміксування («Planet Telex (Hexidecimal Mix)»)
- Кріс Браун — звукоінженер («Maquiladora»)
- Шон Слейд і Пол К. Колдері — зведення («Planet Telex», «High and Dry», «Killer Cars»)

Дизайн
- Стенлі Донвуд
- Том Йорк